# Willem Vermooten (componist)
Willem Vermooten was een 18e-eeuws Nederlands componist.
Edouard Gregoir meldt in zijn Documents historiques relatifs a lárt musical et aux artistes-musiciens uit 1874 onder gezag van correspondentie met burgemeester van Haarlem Ernst Anthon Jordens een aantal familiedata. Hij zou al in 1697 getrouwd zijn onder de naam Willem (van der) Noot, geboren in Amsterdam of Arnhem. Als echtgenoten volgden in 1716 Alida Prinses en in 1722 Margaretha Kolfers. Dit wordt deels bevestigd door het Nieuw Nederlandsch Biografisch Woordenboek als ook Jos de Klerk in de Haarlems Dagblad van 8 oktober 1955, wanneer stilgestaan wordt bij zijn tweehonderdste sterfdag. De Klerk omschrijft hem daarin als “melodievinder” met gebrekkige compositorische inzichten, oudere teksten vermeldden als omschrijving “met zangkunst verrykt”. 
Andere bronnen meldden dat hij juist geboren zou zijn in de eerste helft van de 18e eeuw. Uitgangspunt in de late 20e eeuw is dat hij op 8 oktober 1755 begraven werd in de Nieuwe Kerk te Haarlem (Begrafenisgelden 1752-1765, Haarlem, Nederlands Hervormde gemeente,). Hij was in die stad ook zanger. De Geïllustreerde muzieklexicon en de Algemene muziek encyclopedie meldden als werken:
- Govert van Mater’s Kruisgezangen op het lijden van onzen Heiland Jezus Christus, met zangkunst verrijkt  (1718 hij Weduwe Hermanus van Hulkenroy)
- Dankbare nagedachten en geboortezangen op tekst van Jan van Elsland, samenwerking met Cornelis/Carel Kauwenberg (1719 bij Weduwe Hermanus van Hulkenroy)
- Zinspelende liefdens gezangen op teksten van Willem Hessen (1741)
- Verheffing van Willem IV
- Stichtelijke mengelzangen
- Nieuwe geestelijke rijmstoffen

Die AME meldde dat er genoeg belangstelling voor zijn muziek was vanwege een in Haarlem neergestreken Hernhuttergemeenschap. Zijn muziek vertoont gelijkenis met die van Constantijn Huygens.